# 日吉台地下壕
日吉台地下壕（ひよしだいちかごう）は、第二次世界大戦（太平洋戦争）中に大日本帝国海軍が神奈川県横浜市港北区日吉の慶應義塾大学日吉キャンパス地下などの一帯に建設した防空壕。日吉台遺跡群の1つ。連合艦隊司令部や、海軍省人事局・航空本部・艦政本部などの海軍の重要機関が入居する地下要塞として使用された。

## 概要
現在、慶應義塾大学日吉キャンパスや東横線日吉駅などが所在する地域は、下末吉台地東端部にあたる日吉台と呼ばれる標高35～40メートルの台地地帯である。日吉台地下壕は、戦争の末期に空襲を避けつつ指揮を出来るよう、日吉台の斜面をトンネル状に掘削して造られたコンクリート製の地下要塞である。
海軍機関の日吉への移転は1944年（昭和19年）に始まるが、当初は慶應義塾大学の校舎および寄宿舎や生徒が疎開した国民学校などを間借りしていた。慶應寄宿舎の地下に連合艦隊司令部用の壕が掘られたのを皮切りに、他の機関を収容するための壕が増築されていった。
同大日吉キャンパス地下に連合艦隊司令部地下壕・海軍航空本部等地下壕・海軍省人事局地下壕・軍令部第三部待避壕が建造された。また日吉キャンパスより西方の台地地下に艦政本部地下壕が建造された。この5つの大規模地下壕以外にも、矢上キャンパス地下の運輸省航空試験所地下壕等を含め、多数の小規模地下壕群の存在が確認されており、調査を行っている慶應義塾大学文学部民族学考古学研究室は「日吉キャンパス一帯の戦争遺跡群」と呼び、広義の「日吉台遺跡群」の1つに位置付けている。
敗戦後に地下壕はそのまま残され、慶應義塾大学敷地内の一部については、『日吉台地下壕保存の会』が大学の許可を受けて定例的に見学会を実施している。一方、民有地にかかる部分については、2013年（平成25年）に宅地造成に伴い東側の入口が破壊されるなど、失われた箇所がある。
現在は「横浜市行政地図情報提供システム」で地下施設の位置がラインで示されて考古学的な遺跡の扱いになっているので、破壊行為は文化財保護法や横浜市文化財保護条例に違反する行為である。
2015年には、日吉台地下壕をテーマにした展覧会「特別展 陸にあがった海軍—連合艦隊司令部日吉地下壕からみた太平洋戦争—」が開催された（主催・会場：神奈川県立歴史博物館、特別協力：慶應義塾）。